# Bosberg (Friesland)
De Bosberg is een heuvel bij Appelscha in de Nederlandse gemeente Ooststellingwerf. Het hoogste punt van de heuvel is 26,6 meter. Het is het op twee na hoogste punt van Friesland.

## Eikenboom
Uit de bosberg steken drie eikentakken. Onderzoek heeft uitgewezen dat de takken van  één en dezelfde boom zijn. De eik wordt op minstens vierhonderd jaar oud geschat.

## Bosbergtoren
Op de heuvel staat de Bosbergtoren. De uitkijktoren werd in 2016 geopend. Met zijn 33 meter is de toren twee keer zo groot als zijn voorganger, de Belvedère. Vanaf het panoramadek kan het Drents-Friese Wold en de wijde omgeving bekeken worden.